# Tournoi de beach-volley de Chicago
Le tournoi de beach-volley de Chicago est l'une des manches à avoir été inscrite au calendrier du FIVB Beach Volley World Tour, le circuit professionnel mondial de beach-volley sous l'égide de la Fédération internationale de volley-ball.
Organisé en 2000 dans la ville américaine de Chicago, le tournoi comprend une épreuve messieurs et une épreuve dames.

## Éditions
| # | Année | Date messieurs       | Date dames           | Catégorie    | Site                  | Diffuseur TV |
| - | ----- | -------------------- | -------------------- | ------------ | --------------------- | ------------ |
| 1 | 2000  | 28 juin au 2 juillet | 30 juin au 4 juillet | Grand Chelem | Montrose Avenue Beach |              |

## Palmarès

### Messieurs
| Année | Vainqueurs                  | Finalistes                 | Troisième place              |
| ----- | --------------------------- | -------------------------- | ---------------------------- |
| 2000  | José Loiola et Emanuel Rego | Zé Marco et Ricardo Santos | Martin Laciga et Paul Laciga |

### Dames
| Année | Vainqueurs                        | Finalistes                   | Troisième place                |
| ----- | --------------------------------- | ---------------------------- | ------------------------------ |
| 2000  | Misty May-Treanor et Holly McPeak | Shelda Bede et Adriana Behar | Adriana Samuel et Sandra Pires |

## Tableau des médailles

### Messieurs
| Nation | Or | Argent | Bronze | Total |
| ------ | -- | ------ | ------ | ----- |
| Brésil | 1  | 1      | -      | 2     |
| Suisse | -  | -      | 1      | 1     |

### Dames
| Nation     | Or | Argent | Bronze | Total |
| ---------- | -- | ------ | ------ | ----- |
| États-Unis | 1  | -      | -      | 1     |
| Brésil     | -  | 1      | 1      | 2     |